# Wormerland
Wormerland é um município dos Países Baixos, situado na província da Holanda do Norte. Tem 45,18 km² de área e sua população em 2020 foi estimada em 16.203 habitantes.